# 睡虎地秦简

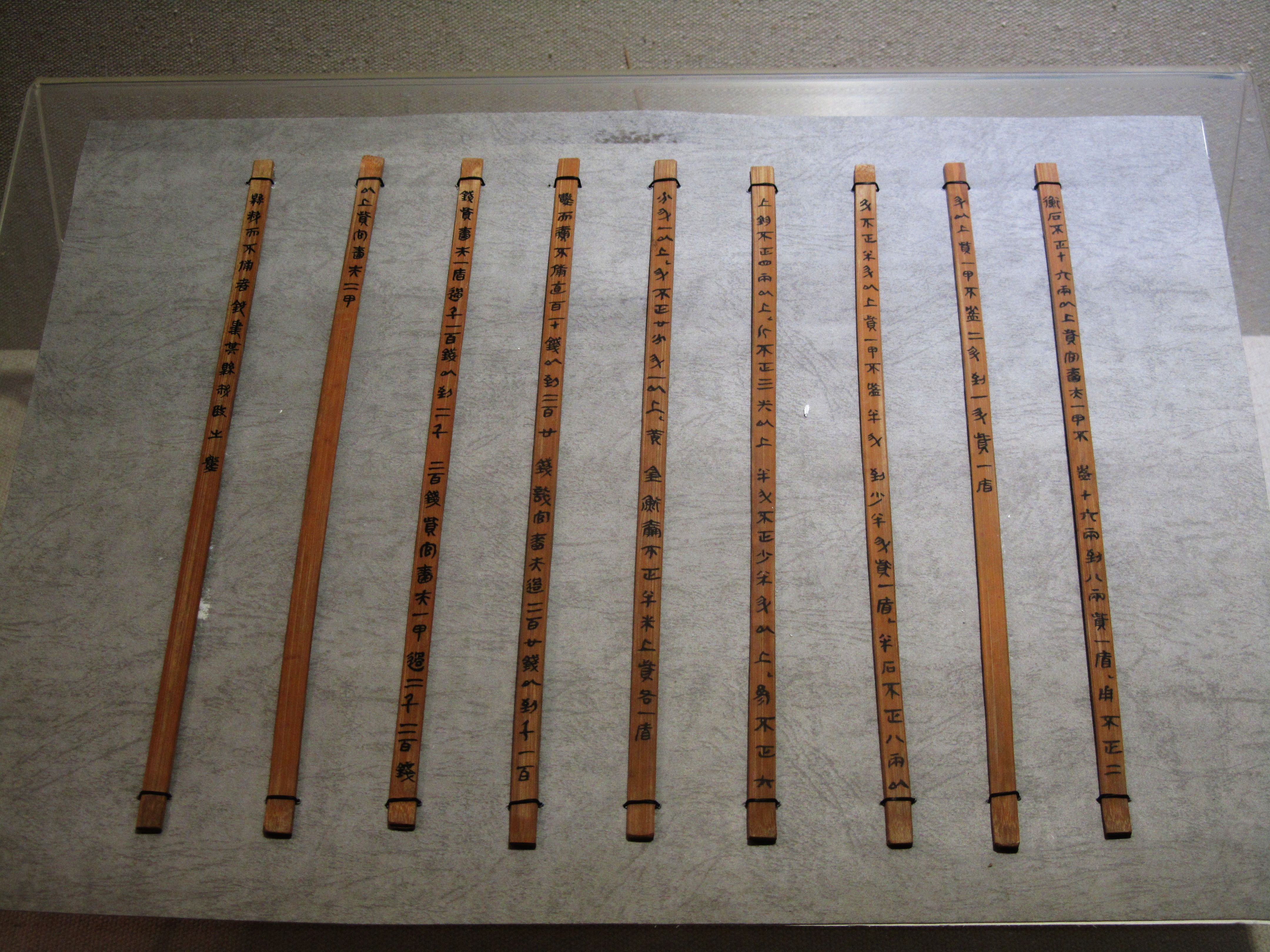
《效律》部分条文，现藏于南通中国审计博物馆

云梦睡虎地秦简，亦稱睡虎地秦墓竹简、睡虎地秦簡、雲夢秦簡，為1975年12月於中國湖北省孝感市雲夢縣城關鎮睡虎地十一號墓出土的秦代竹簡，記錄當時的法律及公文，經整理的竹簡内容，被收入《睡虎地秦墓竹簡》一書。此批竹簡是研究戰國晚期至秦始皇時期政治、經濟、文化、法律、軍事的珍貴史料，也是校核古籍的依據。
据考证，该墓的主人是“喜”，生前曾担任过县的令吏，参与过“治狱”，这些竹简可能是墓主人生前根据工作需要对秦朝的法律和法律文书所作的抄录。

## 内文
睡虎地秦墓竹简計1155枚，残片80枚，现将其分类整理为十部分内容，包括：《秦律十八种》、《效律》、《秦律杂抄》、《法律答问》、《封诊式》、《编年记》、《语书》、《为吏之道》、《日书》甲种与《日书》乙种。其中《语书》、《效律》、《封诊式》、《日书》为原书标题，其他均为后人整理拟定。竹简长23.1～27.8厘米，宽0.5～0.8厘米，内文为墨书秦隸，写于战国晚期及秦始皇时期。

### 《秦律十八种》
計202简，位于墓主身体右侧，简长27.5厘米，宽0.6厘米。包括《田律》、《厩苑律》、《仓律》、《金布律》、《关市律》、《工律》、《工人程》、《均工》、《徭律》、《司空》、《置吏律》、《效》、《军爵律》、《传食律》、《行书》、《内史杂》、《尉杂》、《属邦》等18种，律名或其简称写于每条律文尾端，内容涉及农业、仓库、货币、贸易、徭役、置吏、军爵、手工业等方面。每种律文均为摘录，非全文。
- 《田律》：农田水利、山林保护方面的法律。
- 《厩苑律》：畜牧饲养牛马、禁苑林囿的法律。
- 《仓律》：国家粮食仓储、保管、发放的法律。
- 《金布律》：货币流通、市场交易的法律。
- 《关市律》：管理关和市的法律。
- 《工律》：公家手工业生产管理的法律。
- 《均工》：手工业生产管理的法律。
- 《工人程》：手工业生产定额的法律。
- 《徭律》：徭役征发的法律。
- 《司空（律）》：规定司空职务的法律。
- 《军爵律》：军功爵的法律。
- 《置吏律》：设置任用官吏的法律。
- 《效（律）》：核验官府物资财产及度量衡管理的法律。
- 《传食律》：驿站传饭食供给的法律。
- 《行书》：公文传递的法律。
- 《内史杂》：内吏为掌治京城及畿辅地区官员的法律。
- 《尉杂》：廷尉职责的法律。
- 《属邦》：管理所属少数民族及邦国职务的法律。

### 《效律》
计61简，位于墓主腹部，简长27厘米，宽0.6厘米。标题写在第一支简的背面。规定了对核验县和都官物资帐目作了详细规定，律中对兵器、铠甲、皮革等軍備物资的管理尤为严格，也对度量衡的制式、误差作了明确规定。

### 《秦律杂抄》
计42简，位于墓主腹部，简长27.5厘米，宽0.6厘米。包括：《除吏律》、《游士律》、《除弟子律》、《中劳律》、《藏律》、《公车司马猎律》、《牛羊课》、《傅律》、《屯表律》、《捕盗律》、《戍律》等墓主人生前抄录的11种律文，其中与军事相关的律文较多。

### 《法律答问》
计210简，位于墓主颈部右侧，简长25.5厘米，宽0.6厘米。以问答形式对秦律的条文、术语及律文的意图所作解释，相当于现时的法律解释。主要是解释秦律的主体部分（即刑法），也有关于诉讼程序的说明。

### 《封诊式》
计98简，位于墓主头部右侧，简长25.4厘米，宽0.5厘米。标题写在最后一支简的背面。简文分25节，每节第一简简首写有小标题，包含：《治狱》、《讯狱》、《封守》、《有鞫》、《覆》、《盗自告》、《□捕》、《盗马》、《争牛》、《群盗》、《夺首》、《告臣》、《黥妾》、《迁子》、《告子》、《疠》、《贼死》、《经死》、《穴盗》、《出子》、《毒言》、《奸》、《亡自出》等，还有两个小标题字迹模糊无法辨认。封诊式是关于审判原则及对案件进行调查、勘验、审讯、查封等方面的规定和案例。

### 《叶书》[1][2]
计53简，位于墓主头下，简长23.2厘米，宽0.6厘米。简文分上、下两栏书写，逐年记载秦昭王元年（前306年）至秦始皇三十年（前217年）秦灭六国之战大事及墓主的生平经历等。

### 《语书》
计14简，位于墓主腹下部，简长27.8厘米，宽0.6厘米。标题写在最后一支简的背面。

### 《为吏之道》
计51简，位于墓主腹下，简长27.5厘米，宽0.6厘米。内容主要是关于处世做官的规矩，供官吏学习。

### 《日书》甲种与乙种
甲种《日书》计166简，位于墓主头部的右侧，简长25厘米，宽0.5厘米，两面书字。乙种《日书》计257简，位于墓主的足部，简长23厘米，宽0.6厘米，最后一简简背有“日书”标题。甲种《日书》载有秦、楚纪月对照。內容為記述各類歲時及生活遭遇之事的吉凶。甲乙兩版《日书》以甲種保存、內容較全，但部分條目為乙種獨有，另部分章節內容出入頗大，被認為可能自同一母本謄寫後各自補撰而成。

## 深入阅读
- 《中国法制史》，蒲坚著，中央广播电视大学出版社，2006年10月版，ISBN 7-304-02441-0，第五章第二节
- 工藤元男著，曹峰等譯：《睡虎地秦簡所見秦代國家與社會》（上海：上海古籍出版社，2010）。
- 陳谷棟 方楚勤著《云梦睡虎地秦简隶书的艺术特征与美学价值》2011年3月湖北職業技術學院學報
- 睡虎地秦墓竹简 （页面存档备份，存于）